# Anglické gymnázium, Střední odborná škola a Vyšší odborná škola Pardubice
Anglické gymnázium, Střední odborná škola a Vyšší odborná škola je víceoborovou střední školou s osmnáctiletou tradicí, která nabízí pro školní rok 2024/2025 možnost čtyřletého denního maturitního studia ve třech školních vzdělávacích programech a dále možnost tříletého denního studia na VOŠ.  
Nabízí čtyřleté středoškolské vzdělání v následujících studijních programech: Gymnázium – živé jazyky; Gymnaziální lyceum; Public Relations, média a marketingová komunikace. Ve škole studuje 260 studentů, výuku zajišťuje 25 českých a zahraničních pedagogických pracovníků.
Škola je akreditovaným jazykovým centrem City&Guilds. Spolupracujeme s několika středními školami v Německu a Itálii.

## Historie gymnázia v Pardubicích
Privátní škola byla založena 25. února 1994 s názvem Polabská soukromá obchodní akademie. V této době bylo možné ve škole studovat pouze jediný obor vzdělání, a to obor Obchodní akademie. Postupně se vzdělávací nabídka školy rozšiřovala. Od 1. září 2006 se změnil původní název školy na Anglické gymnázium, Střední odborná škola a Vyšší odborná škola, s.r.o..